# تپه گورستان یهودیان
تپه قبرستان یهودیان مربوط به عصر آهن دو I است و در شهرستان دورود، بخش مرکزی، دهستان ژان، ۱/۵ کیلومتری شمال غربی روستای تنوردر واقع شده و این اثر در تاریخ ۲۳ بهمن ۱۳۸۵ با شمارهٔ ثبت ۱۷۲۲۴ به‌عنوان یکی از آثار ملی ایران به ثبت رسیده است.